# Furry

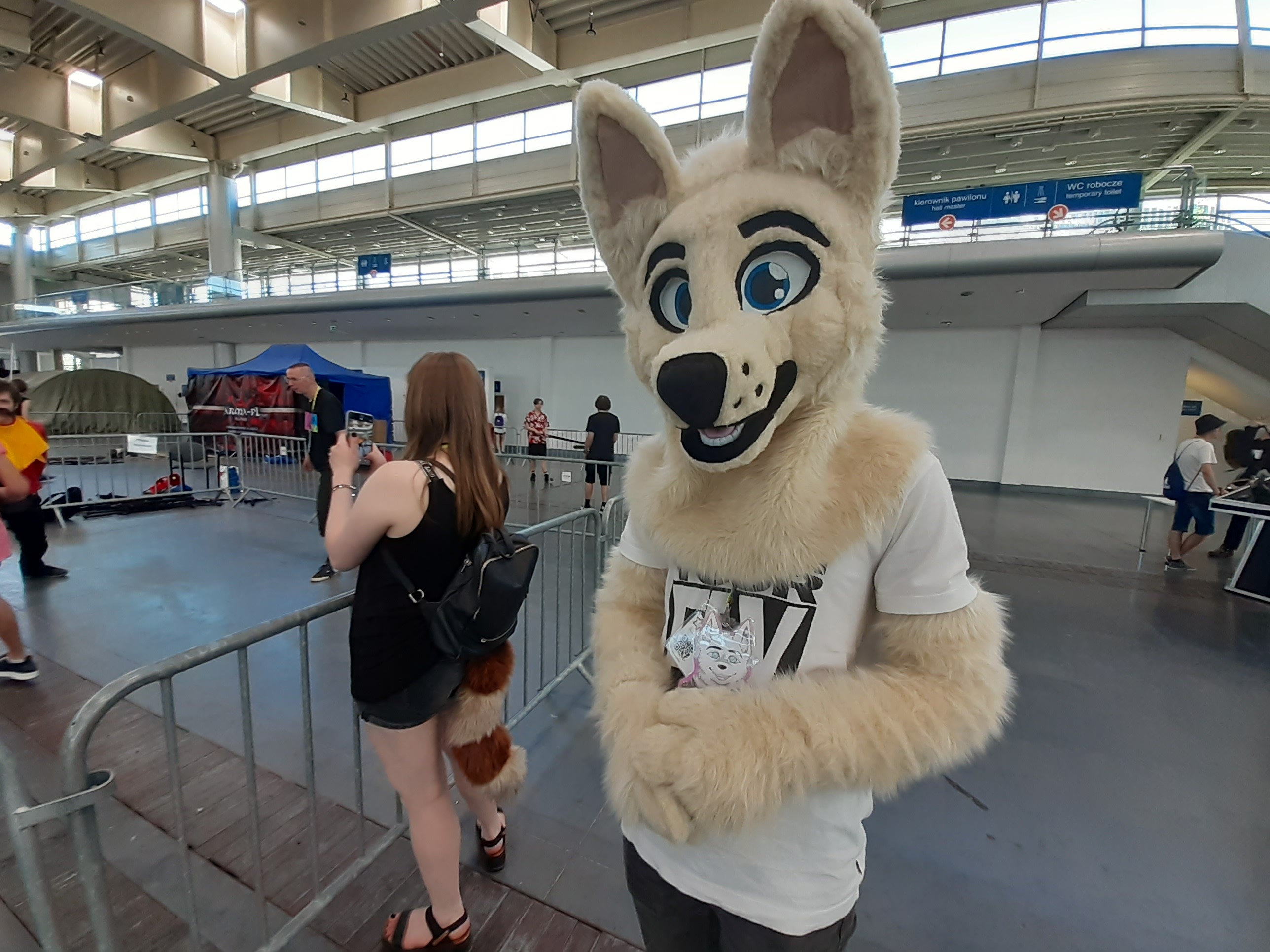
Fursuiter na Pyrkonie w Poznaniu, 2022.

Furry (z ang. „futrzak, futrzastość”) – termin określający osobę, która interesuje się lub zajmuje się twórczością związaną z tzw. sztuką futrzastą, skupioną wokół antropomorficznych zwierząt czy też fikcyjnych stworzeń. Jest to też pojęcie opisujące społeczność, subkulturę, składającą się z osób o wyżej wymienionych upodobaniach lub pasjach. Czasami odnosi się również do postaci łączących cechy ludzi i zwierząt, występujących w kilku formach:
- Antropomorficznej (ang. anthropomorphic, anthro) – zwierzę mające cechy ludzkie, w tym humanoidalne ciało.
- Nieantropomorficznej (ang. non-anthropomorphic, non-anthro) lub niemorficznej (ang. nonmorphic), zwanych także feral – zwierzę mające ludzkie cechy (np. zachowanie, mowa), jednakże posiadające ciało zwierzęce, niehumanoidalne[3]

Mimo że sam antropomorfizm może przejawiać się na różne sposoby (forma niemorficzna to również zwierzę poddane antropomorfizacji), to przyjęło się, że określenie „anthro” stosowane jest, gdy antropomorficzne jest również ciało, nie tylko umysł.
Osoba należąca do fandomu furry nazywana jest furry lub określana jako futrzak albo pot. furas.

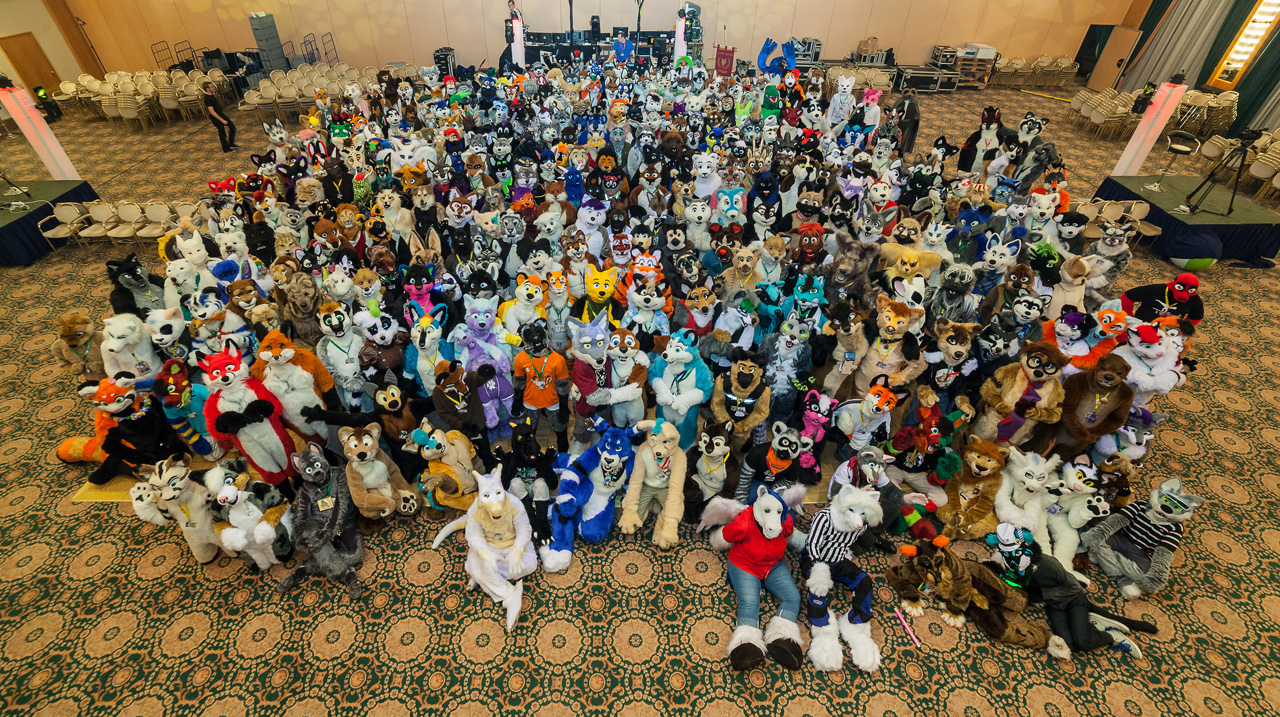
Fursuiterzy

## Styl życia
Futrzastość jako styl życia można zdefiniować przez upodabnianie się charakterem, zachowaniem lub wyglądem do fursony. Osoba będąca furry może przybierać różne cechy osobowości uznawane za charakterystyczne dla zwierzęcia danego gatunku, który stawia sobie za obiekt do naśladowania. Pod względem wyglądu może wykorzystywać do tego fursuit.

## Historia
Furry fandom ma swoje korzenie w undergroundowym ruchu komiksowym lat 70., gatunku komiksów, który przedstawia treści dla dorosłych. W 1976 roku para rysowników stworzyła amatorskie stowarzyszenie prasowe Vootie, które zajmowało się sztuką skoncentrowaną na zwierzętach. Wiele z prezentowanych prac zawierało motywy dla dorosłych, takie jak „Omaha” the Cat Dancer, który zawierał wyraźny seks. Vootie zyskało niewielką liczbę zwolenników w ciągu następnych kilku lat, a jego współpracownicy zaczęli spotykać się na konwencjach science fiction i komiksów.
Według historyka fandomu, Freda Pattena, koncepcja furry powstała na konwencji science fiction w 1980 roku, kiedy postać rysująca z Albedo Anthropomorphics Steve’a Gallacciego rozpoczęła dyskusję na temat antropomorficznych postaci w powieściach science fiction. Doprowadziło to do powstania grupy dyskusyjnej, która spotykała się na konwencjach science fiction i konwencjach komiksowych.
Specyficzny termin furry fandom był używany w fanzinach już w 1983 roku i stał się standardową nazwą gatunku w połowie lat 90., kiedy został zdefiniowany jako „zorganizowane uznanie i rozpowszechnianie sztuki i prozy dotyczącej «furries», lub fikcyjne postacie antropomorficzne ssaków”. Jednak fani uważają, że początki futrzanego fandomu sięgają znacznie wcześniej, z fikcyjnymi dziełami, takimi jak Kimba, Biały Lew, wydany w 1965 roku, powieść Richarda Adamsa Watership Down, opublikowana w 1972 roku (i jej adaptacja filmowa z 1978 roku), a także Robin Hood Disneya jako często cytowane przykłady. Dyskusja na internetowych grupach dyskusyjnych w latach 90. doprowadziła do pewnego podziału między fanami postaci z „zabawnych zwierząt” i postaci futrzanych, co miało na celu uniknięcie bagażu kojarzonego z terminem „furry”.
W latach 80. futrzani fani zaczęli publikować fanziny, tworząc zróżnicowaną grupę społeczną, która ostatecznie zaczęła planować spotkania towarzyskie. Do 1989 roku zainteresowanie było wystarczające, aby zorganizować pierwszą futrzaną konwencję. Nazywało się Confurence 0 i odbyło się w Holiday Inn Bristol Plaza w Costa Mesa w Kalifornii. W następnej dekadzie Internet stał się dostępny dla ogółu społeczeństwa i stał się najpopularniejszym sposobem spotkań towarzyskich fanów futrzaków. Grupa dyskusyjna alt.fan.furry została utworzona w listopadzie 1990 r., a środowiska wirtualne, takie jak TinyMUCK, również stały się popularnymi miejscami spotkań i komunikacji fanów w Internecie.

## Fursona

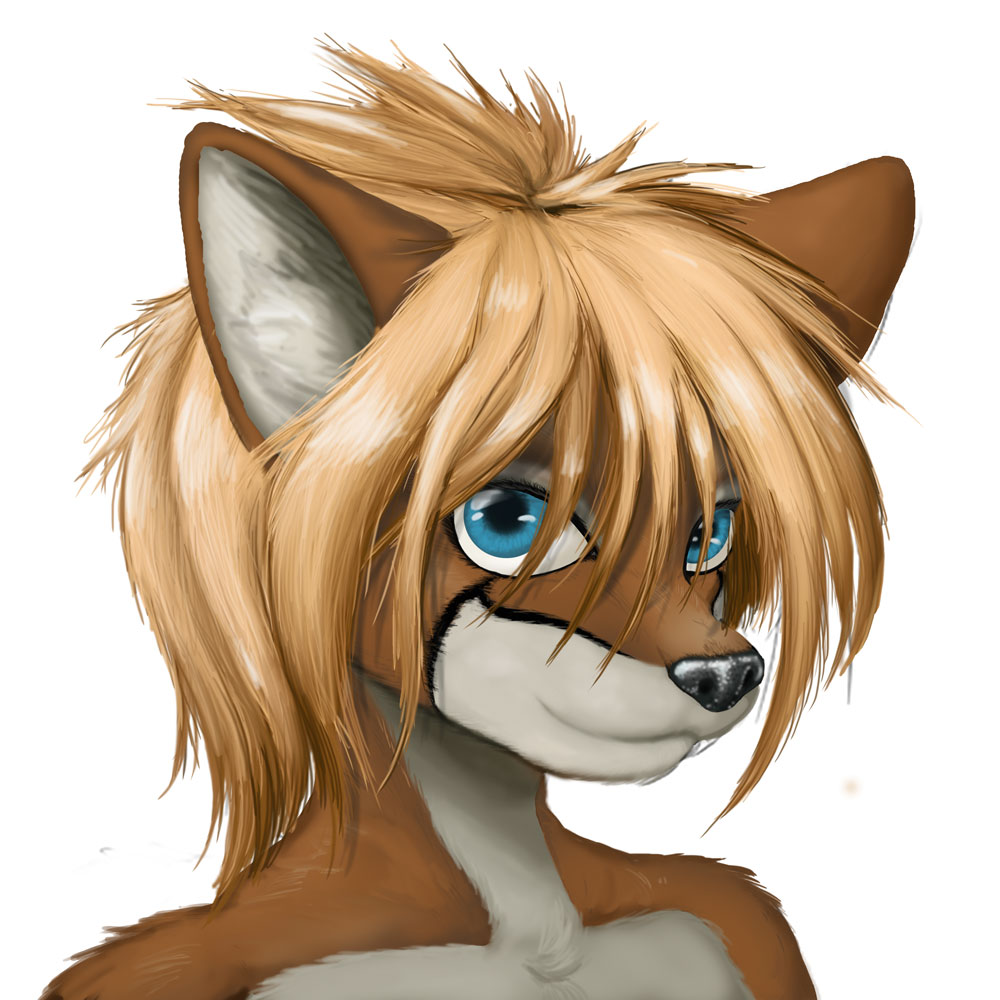
Przykład antropomorficznej lisicy

Fursona – wyimaginowana postać furry, która może odgrywać różne role, od zwykłego bohatera opowiadania czy modela dla rysunku, przez postać odgrywaną w trakcie sesji RPG i gier internetowych, takich jak VRChat, Furcadia, Second Life czy TinyMUCK, do wewnętrznego, bardziej zwierzęcego alter-ego lub, jak wyżej, obiektu do naśladowania dla danej osoby należącej do społeczności furry. Często furry odczuwają bardzo głęboką więź ze swoją postacią. Niekiedy nawet do tego stopnia, że uważają ją za źródło własnej duchowej inspiracji.
Fursona nie zawsze musi się sprowadzać do gier i zabaw. Niektórzy uważają nawet, że w ich ludzkim ciele uwięziona jest prawdziwa zwierzęca dusza (aczkolwiek ludzie o takich przekonaniach, zwani otherkin, nie muszą być jednocześnie futrzakami). Może się zdarzyć, że furry dążą do tego, by chociaż trochę przypominać swoją fursonę poprzez zakładanie fursuitów, rysowanie fursony, zabawy fursoną na platformach społecznościowych, kanałach IRC lub komunikatorach internetowych takich jak Discord, Telegram poprzez tak zwany role-playing (wcielanie się w daną postać i tworzenie z nią fikcyjnej historii razem w grupie osób z ich postaciami). 
Powszechne są fursony o charakterze antropomorficznym np. antropomorficzny wilk. Oznacza to, że fursoną danego futrzaka jest postać posiadająca humanoidalne (dwunożne) ciało i zdolność mowy oraz częściowego zachowywania się jak człowiek. Dodatkiem do zwierzęcej postaci czasami są ludzkie genitalia i/lub piersi. Zdarza się, że fursony u niektórych osób są hermafrodytami.

## Fursuit
Fursuit – kostium zwykle antropomorficznego zwierzęcia, wykonywany prywatnie przez danego furry kosztem jego czasu i talentu lub kupowany od firm albo pojedynczych artystów zajmujących się tym profesjonalnie. Styl może się wahać między mocno kreskówkowym po możliwie realistyczny. Ceny samej głowy do fursuitów potrafią kosztować od kilku do nawet kilkunastu tysięcy złotych.
Osoba nosząca fursuit może być określana mianem fursuitera. Fursuiterzy często pracują jako żywe maskotki na wszelkiego rodzaju imprezach dla dzieci oraz biorą udział w akcjach charytatywnych w szpitalach i hospicjach. Spotykają się także na wszelkiego rodzaju furwalkach, konwentach oraz prywatnych imprezach.

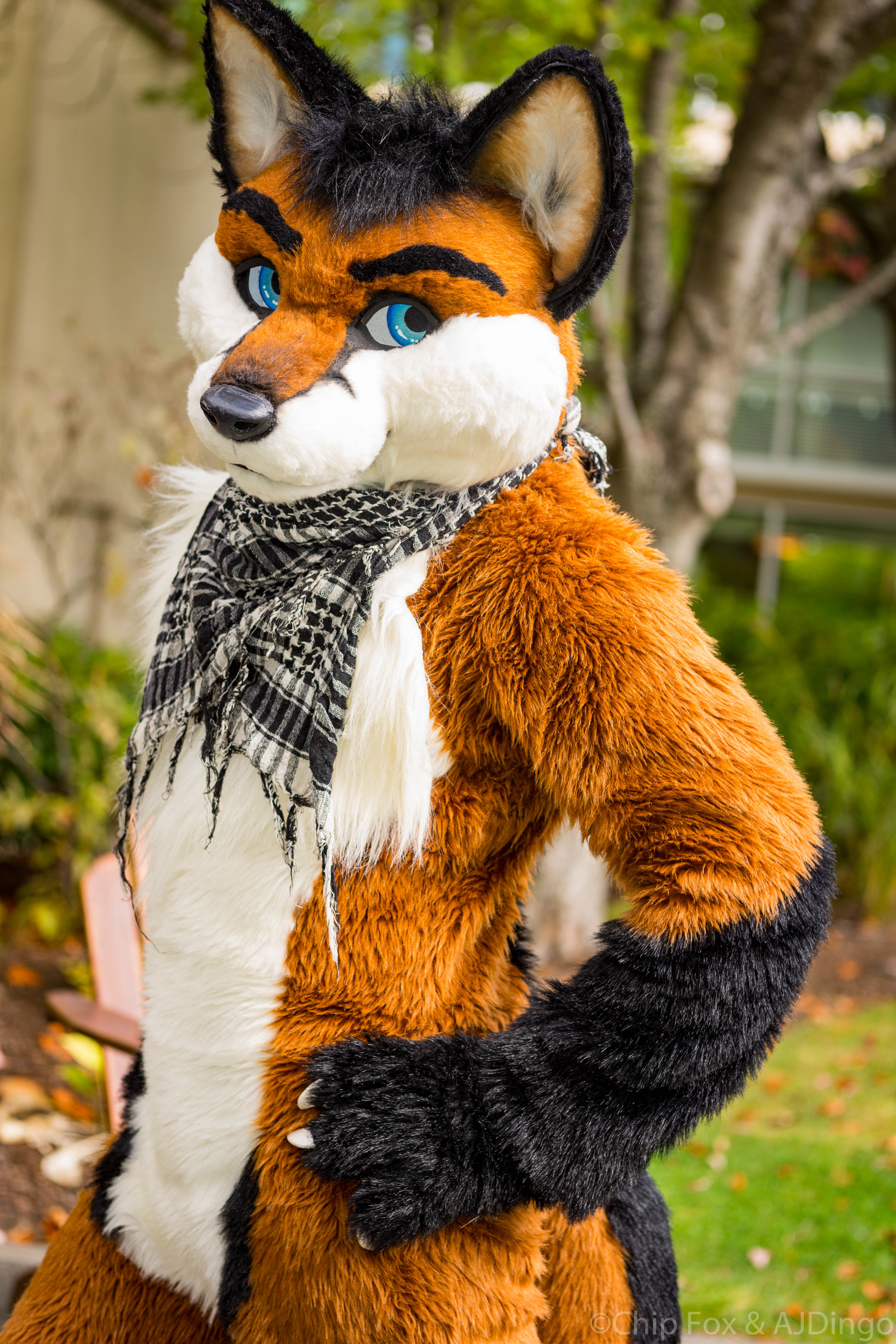
Fursuit lisa na Rainfurrest 2015

## Konwenty
Konwenty – zjazdy, gdzie futrzaki mają możliwość poznania innych osób związanych ze społecznością furry; artyści mają okazję sprzedawać swoje prace itp. Najczęściej odbywają się one w hotelach lub w centrach konferencyjnych, w wielu różnych krajach. W niektórych miejscach organizowane są minikonferencje lub zjazdy domowe.
W Polsce organizowane są trzy konwenty o tematyce furry:
- Futerkon (dawniej Futrzakon[15]) – najstarszy duży zjazd polskich futrzaków określany jako konwent; pierwszy raz odbył się 26 września 2008 w Dzierżąznej,
- Gdakon – obecnie największy pod względem liczby uczestników konwent w Polsce, odbywa się w Gdańsku (z wyjątkiem edycji w latach 2018–2020 odbywających się w Rumi[16]),
- Futrołajki – odbywający się w grudniu w Krakowie, jego pierwsza edycja miała miejsce w 2021 w Kielcach[17].

W przeszłości organizowane były inne imprezy o tematyce furry:
- Pozfur – organizowany corocznie w październiku w Poznaniu w latach 2015–2017[18].
- KungFur – odbywający się w Łodzi począwszy od 2018 (z wyjątkiem edycji online w 2020), jego motywy przewodnie związane są z Azją i kalendarzem chińskim[19], jego ostatnia edycja miała miejsce w 2022 roku.